# Lake Harris (Florida)
Lake Harris ist ein See im Lake County im US-Bundesstaat Florida. Er hat eine Fläche von 61 km².